# Михайлов, Николай Фёдорович (генерал-майор)
Николай Фёдорович Михайлов — советский военный и государственный деятель, генерал-майор.

## Биография
Родился в 1903 году в Саратове. Член КПСС.
В РККА с 1921 года.
Участник борьбы с бандитизмом в Самарской губернии.
Участник освободительного похода на Западную Украину, участник советско-финской войны, командир 97-го гаубично-артиллерийского полка.
Участник Великой Отечественной войны: командир 665-го истребительно-противотакового артиллерийского полка, начальник артиллерии 383-й стрелковой дивизии, командир 2-й истребительной противотанковой дивизии 13-й армии Центрального фронта, командующий артиллерией 77-го стрелкового корпуса 1-го Украинского фронта.
В 1954—1958 — командир 1-го корпуса ПВО.
С 1962 года в отставке.
Умер в 1966 году в Саратове.

## Награды
- 2 ордена Ленина (31.05.1945; 05.11.1946);
- 4 ордена Красного Знамени (14.12.1941; 14.06.1943; 03.11.1944; 19.11.1951);
- орден Суворова 2-й степени (06.04.1945);
- 2 ордена Кутузова 2-й степени (21.09.1943; 25.09.1944);
- орден Богдана Хмельницкого 1-й степени (30.05.1945);
- орден Отечественной войны 1-й степени (14.04.1944);
- орден Красной Звезды (1940);
- орден Virtuti Militari 5 степени